# DDR-Badmintonmeisterschaft 1972
Die DDR-Badmintonmeisterschaft 1972 fand vom 8. bis zum 9. April 1972 in Stendal statt. Es war die 12. Austragung der Titelkämpfe.

## Medaillengewinner
| Disziplin    | Gold                                                                                  | Silber                                                     | Bronze                                                           |
| ------------ | ------------------------------------------------------------------------------------- | ---------------------------------------------------------- | ---------------------------------------------------------------- |
| Herreneinzel | Edgar Michalowski (Einheit Greifswald)                                                | Joachim Schimpke (Fortschritt Tröbitz)                     | Gerd Pigola (HSG DHfK Leipzig)                                   |
| Herreneinzel | Edgar Michalowski (Einheit Greifswald)                                                | Joachim Schimpke (Fortschritt Tröbitz)                     | Volker Herbst (HSG DHfK Leipzig)                                 |
| Dameneinzel  | Monika Thiere (Fortschritt Tröbitz)                                                   | Christine Zierath (Einheit Greifswald)                     | Christel Sommer (HSG DHfK Leipzig)                               |
| Dameneinzel  | Monika Thiere (Fortschritt Tröbitz)                                                   | Christine Zierath (Einheit Greifswald)                     | Annemarie Richter (BSG Wismut Karl-Marx-Stadt)                   |
| Herrendoppel | Erfried Michalowsky Edgar Michalowski (Einheit Greifswald)                            | Joachim Schimpke Roland Riese (Fortschritt Tröbitz)        | Wolfgang Bartz Lothar Diehr (EBT Berlin)                         |
| Herrendoppel | Erfried Michalowsky Edgar Michalowski (Einheit Greifswald)                            | Joachim Schimpke Roland Riese (Fortschritt Tröbitz)        | Volker Herbst Gerd Pigola (HSG DHfK Leipzig)                     |
| Damendoppel  | Annemarie Richter Christine Zierath (BSG Wismut Karl-Marx-Stadt / Einheit Greifswald) | Christel Sommer Beate Herbst (HSG DHfK Leipzig)            | Jutta Tietze Marina Göpfert (SG Gittersee)                       |
| Damendoppel  | Annemarie Richter Christine Zierath (BSG Wismut Karl-Marx-Stadt / Einheit Greifswald) | Christel Sommer Beate Herbst (HSG DHfK Leipzig)            | Heidrun Eckardt Bärbel Schwiegk (Lok Weißenfels / Turbine Halle) |
| Mixed        | Roland Riese Monika Thiere (Fortschritt Tröbitz)                                      | Erfried Michalowsky Christine Zierath (Einheit Greifswald) | Harald Richter Annemarie Richter (BSG Wismut Karl-Marx-Stadt)    |
| Mixed        | Roland Riese Monika Thiere (Fortschritt Tröbitz)                                      | Erfried Michalowsky Christine Zierath (Einheit Greifswald) | Gerd Pigola Christel Sommer (HSG DHfK Leipzig)                   |